# Шлыков, Виталий Васильевич
Виталий Васильевич Шлыков (4 февраля 1934, Советский район, Курская область — 19 ноября 2011, Москва) — советский разведчик, российский политолог и военный эксперт.

## Образование
- 1958 — окончил Московский государственный институт международных отношений (МГИМО) МИД СССР, экономический факультет.
- 1959 — окончил факультет иностранных языков при Военно-дипломатической академии.
- 1973 — окончил Военно-дипломатическую академию.
- Кандидат экономических наук (тема диссертации «НАТО и совместное производство вооружений»).

## Биография
- В 1958—1988 гг. проходил службу в Главном разведывательном управлении Генерального штаба Вооружённых Сил СССР (ГРУ). Осуществлял связь с завербованным советской военной разведкой коммодором флота ЮАР Дитером Герхардтом, получая от него информацию по ядерной программе ЮАР и о контактах между республикой и НАТО. Состоял в КПСС[1].
- В 1983 — арестован в Швейцарии при встрече с женой Дитера Герхардта, приговорён к трём годам заключения за «шпионаж против третьего государства», отбыл 20 месяцев заключения, был освобождён досрочно, после чего вернулся в СССР и продолжил службу в ГРУ.
- В 1980—1988 годах возглавлял военно-экономическое управление ГРУ[2].
- В 1988 году вышел в отставку в звании полковника, опубликовал в журнале «Международная жизнь» статьи, в которых впервые было названо количество танков, находившихся на вооружении Красной армии к началу Великой Отечественной войны — более 20 тысяч, что противоречило традиционной точке зрения о преимуществе германской армии в технике, приведшем к её первоначальным успехам.
- В 1989—1990 гг. — ведущий научный сотрудник Института мировой экономики и международных отношений АН СССР (отдел военно-политических исследований). В 1991 году стал одним из основателей Совета по внешней и оборонной политике (СВОП), входил в его состав.
- Октябрь 1990 — июнь 1992 гг. — заместитель председателя Государственного комитета РСФСР по общественной безопасности и взаимодействию с Министерством обороны СССР и КГБ СССР (позднее — Госкомитет РСФСР по обороне и безопасности, Госкомитет РСФСР по оборонным вопросам).
- С 1992 года занимался публицистикой, участвовал в международных семинарах и конференциях по проблемам армии и военной экономики. Эксперт Межрегионального фонда информационных технологий (МФИТ).
- 2001 по ноябрь 2003 г. — советник генерального директора, ОАО «Объединённые машиностроительные заводы (Группа Уралмаш-Ижора)». В ноябре 2003 — феврале 2004 гг. — советник, ЗАО «Атомстройэкспорт».
- С сентября 2009 г. — профессор Высшей школы экономики.

19 ноября 2011 скончался. Причиной смерти стала острая сердечная недостаточность. Похоронен 22 ноября на Троекуровском кладбище.

## История провала
В начале 1980-х годов (1981—1982 гг.) полковник управления «Т» КГБ СССР Владимир Ветров передал французской спецслужбе DST полную информацию о программе технического шпионажа КГБ. Переданная информация содержала также имена как нелегалов КГБ на Западе, так и завербованных ими агентов, всего более 200 имён. Одним из раскрытых Ветровым агентов был и Дитер Герхардт, — агент-крот, находившийся на попечении Шлыкова. Герхардт со своей женой был арестован 18 января 1983 года в Нью-Йорке. На допросе жена Герхарда Рут раскрыла имя своего куратора. Не подозревавший об этом Шлыков, 25 января отправился в Цюрихе на заранее назначенную встречу с женой Герхарда, служившей последнему связником, и был арестован швейцарской полицией.
На допросе, действуя в соответствии с запасной легендой, Шлыков назвал себя советским гражданином Михаилом Васильевичем Николаевым и отрицал факт работы на разведслужбы. Через несколько месяцев он был осуждён швейцарским судом на 3 года за «шпионаж в пользу третьей страны на территории Швейцарии, направленный против другой третьей страны», при этом подлинная личность Шлыкова-Николаева и его принадлежность к разведслужбам СССР ни следствием, ни судом так и не были установлены.
В апреле 2006 года в интервью журналисту Леониду Млечину (журнал «Профиль» и телеканал «ТВЦ») впервые открыто рассказал о работе с Герхардтом в Швейцарии и о пребывании в швейцарских тюрьмах.

## Награды
Награждён двумя орденами Красной Звезды, орденом «За службу Родине в Вооружённых Силах СССР» III степени.

## Некоторые труды
- И танки наши быстры //Междунар. жизнь. 1988. № 9. С. 117—129;
- Броня крепка: Танковая асимметрия и реальная безопасность //Междунар. жизнь. 1988. № 11. С. 39-52.
- Угрозы реальные и мнимые. // Проблемы прогнозирования, 1996, № 4.
- Роковые просчёты американской и советской разведок. Гонка вооружений и экономика. // Международная жизнь, 1996, № 9; 1997, № 4.
- Верхоглядство реформаторов // Независимое военное обозрение, № 08 (35), 01 марта 1997.
- Что погубило Советский Союз? Американская разведка о советских военных расходах / Военный вестник МФИТ, № 8, апрель 2001.
- Что погубило Советский Союз? Генштаб и экономика / Военный вестник МФИТ, № 8, сентябрь 2002.
- Военная реформа — планы или благие намерения? // Отечественные записки, 2002, № 8
- Как это было в Америке // Отечественные записки, 2002, № 8
- Чёрный хлеб военного бизнеса // Отечественные записки, 2003, № 2